# 石森久嗣

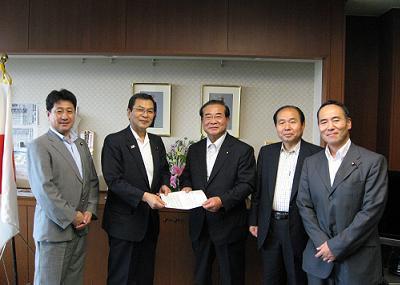
2011年6月29日、左から田城郁、大畠章宏国土交通大臣、山岡賢次、福田昭夫、石森

石森 久嗣（いしもり ひさつぐ、1962年5月3日 - ）は、日本の政治家、医師。元衆議院議員（1期）。国会議員時代は民主党に所属した。

## 来歴
慶應義塾高等学校ではアメリカンフットボール部所属。1987年、慶應義塾大学法学部政治学科卒業。慶應義塾大学では蹴球部に所属し、3年生の時に、上田昭夫監督下で日本選手権優勝のメンバーである（背番号16）。
1994年、北里大学医学部卒業。2005年、栃木県済生会宇都宮病院脳神経外科医長。
2005年の第44回衆議院議員総選挙で落選した水島広子の後継として民主党公認の栃木1区の候補者となる。2009年の第45回衆議院議員総選挙では、「格差社会にドクターストップ」のスローガンを掲げて出馬、自由民主党の船田元を破り初当選した。
2012年の消費増税をめぐる政局では、6月26日の衆議院本会議で行われた消費増税法案の採決で、党の賛成方針に反して棄権した。民主党は7月3日の常任幹事会で厳重注意処分とする方針を決定し、7月9日の常任幹事会で正式決定した。
同年12月16日の第46回衆議院議員総選挙では、栃木1区から出馬したが、前回下した船田に敗れ、比例復活もならず落選した。
2016年4月4日、東京都目黒区八雲に「都立大石森脳神経外科」を開業。

## 人物
- 慶應義塾大学時代はラグビー部所属。現在も同大学ラグビー部のチームドクターを務めている。
- 父は元慶應義塾大学医学部助教授の石森彰次。政治評論家の森田実の妻の甥にあたる。

## 小沢代表元秘書の強制捜査について
2010年1月16日、「検察のやり方は横暴だ。 官僚組織との『最後の聖戦』という印象だ」と述べた。（朝日新聞）

## 主な所属していた団体・議員連盟
- ラグビーワールドカップ2019日本大会成功議員連盟（事務局長）
- 適切な医療を実現する医師国会議員連盟　幹事（2011年 - )
- 脳卒中対策推進議員連盟